# Fordia nivea
Fordia nivea är en ärtväxtart som först beskrevs av Stephen Troyte Dunn, och fick sitt nu gällande namn av Dasuki och Anne M. Schot. Fordia nivea ingår i släktet Fordia och familjen ärtväxter. IUCN kategoriserar arten globalt som otillräckligt studerad. Inga underarter finns listade i Catalogue of Life.